# Guai ai vinti
Guai ai vinti è un film del 1954 diretto da Raffaello Matarazzo.

## Trama
Durante la prima guerra mondiale il fronte italiano viene travolto a Caporetto da un attacco delle truppe austriache e tedesche. Luisa e la cognata Clara rimangono nella loro villa, prigioniere degli austriaci. Sono costrette a subire ogni sorta di violenza, tanto che Mirella, la piccola figlia di Luisa, perde l'uso della parola in seguito al trauma subito. Le due donne in seguito riescono a raggiungere Verona dove Luisa si accorge di essere incinta, mentre suo marito è ricoverato in ospedale per ferite di guerra.
Luisa non se la sente di dire la verità circa le sue condizioni, medita anche il suicidio e, soccorsa da un medico che ha compreso il suo stato di forte turbamento, decide di abortire. Anche Clara è rimasta incinta, ma in lei prevale il senso dell'amore materno e sceglie quindi di far nascere il bambino. Tempo dopo, con l'avanzare del fronte italiano, le due donne riescono a tornare nella loro casa, accolte dalla disapprovazione dei paesani che non perdonano a Clara, soprattutto dopo la nascita del bambino, di aver accettato la maternità.
Nemmeno Franco, il fidanzato di Clara, tornato dal fronte accetta la scelta della donna, spingendola così ad allontanarsi dal paese. Durante la fuga Clara cade spinta dalle scale , dopo essere stata aggredita dai popolani esaltati ed ubriachi , nei festeggiamenti della vittoria ferendosi mortalmente ma salvando il bambino . Franco la raggiunge, le promette di prendersi cura del bambino e i due si sposano in articulo mortis. Lei muore poco dopo . 

## Produzione
Il soggetto del film fu tratto dal romanzo Vae victis di Annie Vivanti.
Il film rientra nel filone dei melodrammi sentimentali, comunemente detto strappalacrime, molto in voga tra il pubblico italiano in quel periodo, poi ribattezzato dalla critica con il termine neorealismo d'appendice; fu prodotto dalla G.E.S.I. di Malenotti e girato negli studi Pisorno di Tirrenia nella primavera del 1954.

## Distribuzione
In Italia il film ebbe una distribuzione irregolare da città a città: il 3 novembre del 1954 venne presentato a Torino, il 15 dicembre del 1954 fu proiettato per la prima volta a Milano, mentre a Roma fu distribuito nelle sale cinematografiche soltanto il 18 giugno del 1955.

## Accoglienza

### Incassi
Il film incassò 303.400.000 lire dell'epoca, risultando l'86° miglior incasso in Italia della stagione cinematografica 1954-1955.

### Critica
(Adriano Aprà)